# 베냉 프리미어리그
베냉 프리미어 리그(Championnat National du Bénin')는 베냉의 최상위 축구 리그이다. 리그는 1969년에 처음 개최되었다. 현재 1라운드는 더블 리그전으로 36개 클럽이 4개 그룹으로 나뉘고 각 그룹에는 9개 클럽이 참가한다. 각 그룹의 마지막 5개 팀은 10개 팀씩 2개 그룹으로 구성된 강등 라운드에 진출한다. 각 그룹의 첫 4개 팀은 단일 라운드 로빈 토너먼트를 플레이하는 16개 클럽과 함께 최종 단계에 진출한다. 이 라운드(베냉 프리미어리그)의 승자는 CAF 챔피언스리그에 출전할 수 있는 자격을 얻게 된다.